# TK Sparta Praga Challenger 2014
Il TK Sparta Praga Challenger 2014 è stato un torneo di tennis facente parte della categoria ATP Challenger Tour nell'ambito dell'ATP Challenger Tour 2014. È stata la 2ª edizione del torneo che aveva un montepremi di 42 500 €. Si è giocato sui campi in terra rossa del TK Sparta Praha di Praga in Repubblica Ceca dal 9 al 15 giugno 2014.

## Partecipanti singolare

### Teste di serie
| Nazionalità | Giocatore                | Ranking* | Testa di serie |
| ----------- | ------------------------ | -------- | -------------- |
| Rep. Ceca   | Lukáš Rosol              | 52       | 1              |
| Rep. Ceca   | Jiří Veselý              | 81       | 2              |
| Kazakistan  | Oleksandr Nedovjesov     | 101      | 3              |
| Canada      | Peter Polansky           | 135      | 4              |
| Rep. Ceca   | Jan Hájek                | 159      | 5              |
| Spagna      | Adrián Menéndez Maceiras | 174      | 6              |
| Italia      | Matteo Viola             | 184      | 7              |
| Spagna      | Roberto Carballés Baena  | 185      | 8              |

- Ranking al 26 giugno 2014.

### Altri partecipanti
Giocatori che hanno ricevuto una wild card:
- Jakub Filipsky
- Adam Pavlásek
- Lukáš Rosol
- Pavel Staubert

Giocatori che sono passati dalle qualificazioni:
- Alessandro Giannessi
- Marek Michalička
- Roberto Marcora
- Michael Lammer

## Partecipanti doppio

### Teste di serie
| Nazionalità | Giocatore        | Nazionalità | Giocatore         | Ranking* | Testa di serie |
| ----------- | ---------------- | ----------- | ----------------- | -------- | -------------- |
| Rep. Ceca   | František Čermák | Russia      | Michail Elgin     | 123      | 1              |
| Irlanda     | James Cluskey    | Rep. Ceca   | Jaroslav Pospíšil | 336      | 2              |
| Stati Uniti | Vahid Mirzadeh   | Canada      | Peter Polansky    | 386      | 3              |
| Rep. Ceca   | Lukáš Dlouhý     | Rep. Ceca   | Jaroslav Levinský | 411      | 4              |

- Ranking al giugno 2014.

### Altri partecipanti
Coppie che hanno ricevuto una wild card:
- Marek Jaloviec /  Daniel Knoflicek
- Jakub Filipsky /  Pavel Staubert
- Tomas Papik /  Patrik Rikl

## Vincitori

### Singolare
Lukáš Rosol ha battuto in finale  Jiří Veselý con il punteggio di 3–6, 6–4, 6–4

### Doppio
Roman Jebavý /  Jiří Veselý hanno battuto in finale  Lee Hsin-han /  Zhang Ze con il punteggio di 6–1, 6–3